# Коні Діомеда
Коні Діомеда (грец. Διομήδους ἵπποι) — міфічні людоїдні коні царя Фракії Діомеда, викрадення яких для Еврістея було одним з подвигів Геракла.

## Викрадення коней
За завданням Еврістея Геракл мусив зловити чотирьох коней фракійського царя Діомеда. Ці коні були відомі тим, що їх тримали прикутими залізними ланцюгами до мідних стійл, а Діомед годував їх людським м'ясом чужоземців.
Прибувши в Тіріду, що в Фракії, Геракл разом із соратниками повбивав конюхів Діомеда, викрав коней, одягнув на них уздечки і відвів на корабель. Герой лишив їх під наглядом свого зброєносця Абдера, а сам вирушив на бій з посланими навздогін воїнами. Оскільки Геракл мав менше людей, він вигадав як перемогти переслідувачів хитрістю. Було вирито канал, який спрямував води моря в низину, що змусило військо Діомеда тікати. Самого ж Діомеда Геракл спіймав і притягнув на корабель, де кинув його ж коням, що зжерли жорстокого царя. Однак тоді герой зрозумів, що коні з'їли і Абдера, поки Геракла не було.
За іншим варіантом Абдер був слугою Діомеда. Геракл після вбивства царя заснував біля його могили місто Абдери. Коней він приборкав та запряг у колісницю, на якій приїхав до Мікен аби показати докази подвигу Еврістею. Еврістей присвятив їх Гері і випустив біля гори Олімп, де тих розірвали дикі звірі. За деякими згадками нащадки коней-людоїдів жили ще в часи Троянської війни та походів Александра Македонського.

## Трактування міфу про коней Діомеда
Одягання вуздечки на призначеного в жертву коня імовірно було частиною обряду ініціації в деяких регіонах Греції. У доеллінську епоху існував обряд вбивства старого царя жрицями, що носили маски коней, пам'ять про який збереглася в міфі. Твердження Діодора про те, що коней було відпущено на свободу, може вказувати на існування культу коня ще в еллінські часи.